# 1957年の音楽
1957年の音楽（1957ねんのおんがく）では、1957年（昭和32年）の世界の音楽についてまとめる。

## 概要
- 三波春夫「チャンチキおけさ」、若山彰「喜びも悲しみも幾歳月」などがヒットした。
- 丸山明宏が「メケ・メケ」を発表。
- ボ・ディドリーが自身の曲「ヘイ! ボ・ディドリー」と「モナ」(別名「アイ・ニード・ユー・ベイビー」) を録音。
- シカゴのカソリック聖職者ストリッチ カーディナルは、「そのリズムは若者に快楽主義的な振る舞いを奨励する」として、カトリックが運営する学校からすべてのロックンロールとリズム・アンド・ブルースの音楽を禁止した。
- チャック・ベリーがデビュー・アルバムを発表した。
- ダリダの「バンビーノ」がフランスで30万枚のヒットを記録した。
- 12月31日 - 第8回NHK紅白歌合戦
  - トップバッター - 楠トシエ(紅)、曾根史郎(白)
  - トリ - 美空ひばり(紅)、三橋美智也(白)

## 洋楽シングル
| - エルヴィス・プレスリー 「恋にしびれて」「監獄ロック」「テディ・ベア」 - サム・クック 「ユー・センド・ミー」 - ジェリー・リー・ルイス 「火の玉ロック」 - サーストン・ハリス 「リトル・ピティ・プリティ・ワン」 - ミッキー&シルヴィア「ラブ・イズ・ストレンジ」 - バディ・ホリー 「ペギー・スー」「ザットル・ビー・ザ・デイ」 - リトル・リチャード 「ルシール / 愛しておくれ」「ジェニ・ジェニ」 - チャック・ベリー 「ロック・アンド・ロール・ミュージック」 - ダニー&ザ・ジュニアーズ 「アット・ザ・ホップ」 - ザ・ダイアモンズ 「リトル・ダーリン」 - バディ・ノックス 「パーティー・ドール」 - ヒューイ・スミス・アンド・ザ・クラウンズ 「ロッキング・ニューモニア・アンド・ザ・ブギウギ・フルー」 - エヴァリー・ブラザーズ 「起きろよスージー」「バイ・バイ・ラヴ」 | - ポール・アンカ 「ダイアナ」 - ジミー・リード 「オネスト・アイ・ドゥ」 - スリム・ハーポ 「キング・ビー」 - カール・パーキンス 「マッチボックス」 - エディ・コクラン 「バルコニーに座って」「トゥエンティ・フライト・ロック」 - ファッツ・ドミノ 「アイム・ウォーキン」 - パット・ブーン 「砂に書いたラブレター」 - ザ・コースターズ 「ヤングブラッド / サーチン」 - デルヴァイキングス 「カム・ゴー・ウィズ・ミー」 - ザ・ボベッツ 「ミスター・リー」 |

## 洋楽アルバム
- チャック・ベリー[1] – After School Session
- ジョン・コルトレーン – Blue Train (album)|Blue Train
- John Coltrane – Coltrane
- マイルス・デイヴィス – Miles Ahead
- ビリー・ホリディ – Body and Soul
- Billie Holiday – Ella Fitzgerald & Billie Holiday at Newport
- Billie Holiday – Songs for Distingué Lovers
- リッキー・ネルソン – Ricky

## 邦楽シングル
- 青木光一「柿の木坂の家」
- 石井千恵「吹けよ木枯らし」
- 石原裕次郎「俺は待ってるぜ」「錆びたナイフ」
- ウイリー沖山「ヨーデル唄いと洗濯女」
- 江利チエミ「霧のロンドン・ブリッジ」
- 大津美子「いのちの限り」「東京は恋人」「純愛の砂」
- 春日八郎「あん時ゃどしゃ降り」「ごめんヨかんべんナ」
- 神戸一郎「十代の恋よさようなら」
- 高英男「マルセリーノの歌」
- 小坂一也とワゴンマスターズ「青春サイクリング」「君を求めて」「北風」「恋を運ぶ青い鳥」
- 初代コロムビア・ローズ「東京のバスガール」
- 島倉千代子「東京だョおっ母さん」「逢いたいなァあの人に」
- 曾根史郎「帰る故郷もない俺さ」
- 中原美紗緒「ジェルソミーナ」
- 浜村美智子「バナナ・ボート」
- 藤島桓夫「お月さん今晩わ」
- 藤本二三代「夢みる乙女」
- 二葉くみ子「浪曲波止場」
- フランク永井「有楽町で逢いましょう」「夜霧の第二国道」「羽田発7時50分」「東京午前三時」
- ペギー葉山「魅惑のワルツ」
- 松山恵子「未練の波止場」
- 丸山明宏「メケ・メケ」
- 三浦洸一「踊子」「郵便船が来たとョー」
- 三橋美智也「一本刀土俵入り」「おさげと花と地蔵さんと」「おさらば東京」「おいら炭坑夫」「東京見物」
- 三波春夫「雪の渡り鳥」「チャンチキおけさ」「船方さんょ」
- 美空ひばり「港町十三番地」「長崎の蝶々さん」
- 森繁久彌「船頭小唄」
- 雪村いづみ「ラブ・ミー・テンダー」
- 若原一郎「丘にのぼりて」
- 若山彰「喜びも悲しみも幾歳月」

## 主な音楽賞
| 賞                                      | 受賞作・受賞者 |
| --------------------------------------- | --- |
| 第12回芸術祭賞                          | - 芸術祭賞(音楽部門) - 株式会社ニッポン放送「邦楽「切支丹道成寺」（平井澄子作曲）企画制作」 - 奨励賞(音楽部門) - 日本放送協会「新演出による謡曲「なよ竹物語」ほか」 - 間宮芳生「文化放送「八面の箏と室内管弦楽のための協奏曲」作曲」 - 鈴木嘉代子「「洋楽人の作曲による第五回現代箏曲の夕」企画・成果」 - 新音楽の会「「管弦楽作品の夕」成果」 - 小倉朗「NHK歌劇「寝太」作曲」 |
| 第7回サンレモ音楽祭                     | - 大賞 - クラウディオ・ビルラとヌンツィオ･ガロ「Corde della mia chitarra」 |
| 第2回ユーロビジョン・ソング・コンテスト | - 優勝者 - コリー・ブロッケン「Net als toen」 |

## デビュー
- 6月 - 三波春夫／メノコ船頭さん
- 7月 - 二葉百合子／女国定
- 12月- 神戸一郎 / 十代の恋よさようなら

## 誕生
出身地または国籍が日本である人物の国名表記は省略。
- 1957年1月1日（68歳） - 野呂一生（東京都、ギタリスト、カシオペア）
- 1月2日 - 小坂明子（兵庫県、歌手、シンガーソングライター）
- 1月4日 - テレサ野田（沖縄県、女優・元歌手）
- 1月18日 - 秋野暢子（大阪府、女優・元歌手）
- 1月26日 - 天野正道（秋田県、作曲家）
- 1月29日 - 横川理彦（鳥取県、ミュージシャン）
- 1月31日 - 吉沢洋治（東京都、ギタリスト・ベーシスト、ゴダイゴ）
- 2月1日 - 中原信雄（東京都、ミュージシャン、元FILMS/元ポータブル・ロック/ヤプーズ）
- 2月11日 - 坂井紀雄（北海道、ベーシスト・作曲家・シンガーソングライター、元ナスカ）
- 2月12日 - 武部聡志（東京都、作曲家、kōkua）
- 2月20日 - 太田螢一（画家・作詞家、元ゲルニカ）
- 2月28日 - ジャブ・クハニール（、歌手、バイエッテ、+2006年・49歳没）
- 3月4日 - 五十嵐浩晃（北海道、ミュージシャン）
- 3月5日 - ジョーイ・イメージ（、歌手、ミスフィッツ、+2020年・63歳没）
- 3月8日 - 堀江美都子（神奈川県、歌手・声優・女優）
- 3月10日 - 青山純（東京都、ドラマー、T-SQUARE/元プリズム/元キリング・タイム、+2013年・56歳没）
- 3月19日 - 尾崎亜美（京都府、シンガーソングライター）
- 3月25日 - 明石昌夫（大阪府、ベーシスト・アレンジャー・音楽プロデューサー）
- 4月4日 - 桑野信義（東京都、トランペット奏者、元ラッツ&スター）
- 4月14日 - ミハイル・プレトニョフ（、ピアニスト・指揮者）
- 4月15日 - 小田純平（鹿児島県、シンガーソングライター）
- 4月27日 - 赤塩正樹（長野県、ミュージシャン、元H2O）
- 5月10日 - シド・ヴィシャス（、歌手、セックス・ピストルズ、+1979年・21歳没）
- 5月18日 - 山崎ハコ（大分県、シンガーソングライター）
- 5月18日 - 厚見玲衣（神奈川県、キーボーディスト、元BOWWOW）
- 5月23日 - 根本要（埼玉県、歌手、スターダストレビュー）
- 5月29日 - 田中裕二（北海道、ドラマー、安全地帯）
- 6月10日 - 木之内みどり（北海道、元歌手・元女優）
- 6月12日 - 中沢堅司（長野県、歌手、元H2O）
- 6月12日 - 青木智仁（神奈川県、ベーシスト、+2006年・49歳没）
- 6月16日 - ユーリ・アルペルテン（、指揮者、+2020年・63歳没）
- 6月19日 - イレーナ・グラフェナウアー（、フルート奏者）
- 6月23日 - 古村敏比古（東京都、サクソフォーン奏者、元織田哲郎&9th IMAGE/元DON'T LOOK BACK）
- 6月27日 - 矢萩渉（北海道、ギタリスト、安全地帯）
- 7月3日 - スティーヴン・パーシー（、歌手、ラット）
- 7月8日 - 麻生圭子（大分県、エッセイスト・作詞家）
- 7月17日 - 大竹しのぶ（東京都、女優・歌手）
- 7月20日 - かおりくみこ（岐阜県、歌手）
- 7月23日 - 久米大作（東京都、キーボーディスト、元T-SQUARE）
- 7月24日 - 伊戸のりお（北海道、作曲家）
- 8月17日 - 新保清孝（ドラマー、元ラッツ&スター）
- 8月29日 - 鷺巣詩郎（東京都、作曲家・アレンジャー）
- 9月2日 - 増田惠子（静岡県、歌手、ピンク・レディー）
- 9月2日 - 栗田ひろみ（東京都、女優・元歌手）
- 9月6日 - 加藤知子（東京都、ヴァイオリニスト）
- 9月9日 - ピエール＝ローラン・エマール（、ピアニスト）
- 9月10日 - 綾戸智恵（大阪府、ジャズシンガー）
- 9月12日 - ハンス・ジマー（、作曲家）
- 9月12日 - 戸田恵子（愛知県、女優・声優・歌手・タレント）
- 9月18日 - うじきつよし（東京都、歌手・俳優、KODOMO BAND）
- 9月24日 - 岡地明（愛知県、ドラマー、元BO GUMBOS/吾妻光良 & The Swinging Boppers）
- 9月26日 - 木根尚登（東京都、シンガーソングライター・ギタリスト、TM NETWORK）
- 9月28日 - ティエリー・フィッシャー（、指揮者）
- 10月21日 - スティーヴ・ルカサー（、ギタリスト、TOTO）
- 10月25日 - 宇都宮隆（東京都、歌手、TM NETWORK）
- 10月30日 - 奥野敦子（東京都、歌手、元ガールズ/元近田春夫&BEEF/ジューシィ・フルーツ）
- 11月2日 - 美木良介（兵庫県、俳優・元歌手）
- 11月4日 - 永井龍雲（福岡県、シンガーソングライター）
- 11月11日 - 柿沼清史（埼玉県、ベーシスト、スターダストレビュー）
- 11月13日 - 櫻井哲夫（東京都、ベーシスト、元カシオペア/元シャンバラ/ジンサク）
- 11月15日 - 中島啓江（鹿児島県、オペラ歌手、+2014年・57歳没）
- 11月18日 - 城みちる（広島県、歌手・タレント）
- 11月22日 - 小島良喜（兵庫県、ピアニスト、元KUWATA BAND/元THE TRIPLE X）
- 11月30日 - リチャード・バルビエリ（、キーボーディスト、元JAPAN）
- 12月3日 - 岩里祐穂（新潟県、作詞家）
- 12月4日 - 堀米ゆず子（東京都、ヴァイオリニスト）
- 12月8日 - フィル・コリン (Phil Collen) （、ギタリスト、デフ・レパード）
- 12月10日 - 日詰昭一郎（シンガーソングライター・ベーシスト、元KODOMO BAND、+2001年・43歳没）
- 12月11日 - 松井五郎（東京都、作詞家）
- 12月13日 - 田中宏和（京都府、作曲家・ミュージシャン）
- 12月17日 - 夏目雅子（東京都、女優・元歌手、+1985年・27歳没）
- 1957年12月23日（67歳） - 川上恭生/Kyon（熊本県、キーボーディスト、元BO GUMBOS）
- 月日不明 - スティーヴン・メリロ（、作曲家）

## 死去
- 1月16日 - アルトゥーロ・トスカニーニ（、指揮者、*1867年）
- 5月9日 - エツィオ・ピンツァ（、バス歌手、*1892年）
- 7月30日 - セム・ドレスデン（、作曲家、*1881年）
- 8月24日 - アルバート・サモンズ（、ヴァイオリニスト、*1886年）
- 9月1日 - デニス・ブレイン（、ホルン奏者、*1921年）
- 9月20日 - ジャン・シベリウス（、作曲家、*1865年）
- 11月29日 - エーリヒ・ヴォルフガング・コルンゴルト（、作曲家、*1897年）
- 11月30日 - ベニャミーノ・ジーリ（、テノール歌手、*1890年）